# En toutes lettres
Cet article concerne l'émission de télévision. Pour la maison d'édition, voir En toutes lettres (maison d'édition).
En toutes lettres est un jeu télévisé français d'origine britannique diffusé sur France 2 entre le 31 août 2009 et le 30 juin 2011 du lundi au vendredi à 18 heures.
Produit par La Concepteria et Air Productions il est présenté par Julien Courbet et arbitré par Pierre Bellemare.
La musique de l'émission a été composé par Gérard Pullicino.
L'émission se fonde sur le format de sa version espagnole, Pasapalabra, bien que la version originale, The Alphabet Game (en), soit britannique.
Ce jeu revient sur France 2 à partir du 6 mars 2017 sous le nom Tout le monde a son mot à dire.

## Historique
Diffusée de 18 h 10 à 19 h pendant sa première saison, le jeu est avancé de 40 minutes en septembre 2010 pour laisser ce créneau à Laurent Ruquier et sa nouvelle émission, On n'demande qu'à en rire.
À la fin de la saison 2010/2011, tout en jugeant les audiences plutôt bonnes, France 2 arrête le jeu pour ne pas concurrencer Des chiffres et des lettres diffusé à la même heure sur France 3, autre chaîne du groupe France Télévisions.
À la suite d'une édition spéciale sur l'affaire DSK, la dernière émisison ne fut jamais diffusée.

## Principe du jeu
En toutes lettres est l'adaptation française du jeu italien Passaparola.
Aidés de personnalités, deux candidats doivent manipuler avec exactitude l'orthographe de la langue française. Ils s'affrontent dans une série de cinq jeux (orthographe, grammaire, citations...) pour gagner des points pour la finale. Le gagnant peut revenir le lendemain et ainsi cumuler ses gains.

## Déroulement
Les animateurs sont entourés de six danseuses appelées les ABC's Girls et réalisant une chorégraphie au début de chaque manche sur un morceau de musique. Elles tiennent chacune une lettre géante pour indiquer ensemble à la fin de la chorégraphie le nom de la manche. À la rentrée 2010, les ABC's Girls sont remplacées par une petite vidéo en musique dans laquelle apparaissent une ou plusieurs personnalités ayant fait leurs preuves dans le jeu, comme Didier Gustin, Arnaud Gidoin, Philippe Lelièvre, Sören Prévost, Julie Raynaud, Christine Bravo, Pascal Sellem, Ariane Brodier, Éric Laugérias, Damien Thévenot, Thierry Beccaro, Gérard Holtz, Baptiste Lecaplain ou Nathalie Corré[réf. nécessaire], ainsi que le numéro du jeu ou l'inscription « Finale ».

### 1erjeu
- Alphabet à thème : il s'agit de citer dans l'ordre de l'alphabet des mots qui correspondent à un thème. L'équipe qui aura trouvé le plus de mots en 1 minute (1 minute 30 de novembre 2009 à avril 2010) gagne la manche.
- Alphabet à thème avec définitions : les règles sont les mêmes que pour l'alphabet à thème mais une définition est donnée pour chaque lettre.
- Les citations : une citation est donné avec un ou plusieurs mots manquants. Il s'agit de retrouver ce ou ces mots dont la première lettre est indiquée.
- Lettre imposée : il s'agit de donner un mot qui commence par la lettre imposée. Le thème change à chaque fois.
- Les prénoms féminins ou masculins : il s'agit de trouver le prénom masculin ou féminin qui correspond à la définition donnée.
- Les synonymes : chaque joueur doit trouver le synonyme d'un mot donné commençant par la lettre donnée. La lettre est la même pendant 1 minute 30.
- Les paroles de chansons : chaque joueur doit trouver un mot dans une phrase de chanson dont la première lettre est donnée.
- Les contraires : chaque joueur doit trouver les contraires des mots donnés qui commencent toujours par la même lettre.
- Ping pong : les deux équipes ont un thème en commun, chaque équipe a 1 minute 30, c'est l'équipe bleue qui commence. Si les trois membres d'une équipe passent alors c'est à l'autre équipe de jouer.

### 2ejeu
- Les mots commençant par... : les candidats ont 1 minute (1 minute 30 à partir de novembre 2009). pour retrouver des mots commençant par la même syllabe à partir des définitions données.
- Les mots finissant par... : il faut cette fois-ci retrouver des mots finissant par la même syllabe.
- Les mots contenant une syllabe : la syllabe en commun peut ici se trouver n'importe où dans les mots à trouver.
- La chenille : sur le principe de la chanson en laisse Trois petits chats, chaque candidat a une syllabe de départ et doit ensuite trouver un mot à partir de la définition donnée. Le joueur suivant doit ensuite trouver un mot qui commence par la (les) dernière(s) syllabe(s) du mot précédent.
- Le mot de la suite : l'animateur donne une définition et la réponse se trouve dans la définition suivante, et ainsi de suite.

Le 1er octobre 2010, la 2e manche, 3 lettres apparaître sur le téléviseur.[réf. souhaitée]

### 3ejeu
Ces jeux se jouent au buzzer. Quand une équipe buzze, elle a 5 secondes pour répondre. En cas d'erreur ou de non-réponse, le point va à l'équipe adverse.
- Les expressions à compléter : Les initiales et la définition d'une expression française sont donnés, le but est de retrouver cette expression.
- Les mots à démêler : Un mot aux syllabes mélangées est donné, le candidat le plus rapide doit le démêler et retrouver le bon mot.
- Les anagrammes de personnalités : Un groupe de mots est donné. Il faut retrouver le nom d'une personnalité dont le groupe de mots est l'anagramme.
- Les titres détournés : Un titre de chanson, émission, film ou roman est détourné, il faut le retrouver.
- Les mots composés : Les initiales du mot sont données en plus d'une définition. Il faut le retrouver.
- Les expressions détournées : Une expression est détournée, il faut la retrouver.
- Le mot mystère : Une série de 9 mots est donnée et il faut trouver le mot auxquels ils font référence.
- Les lettres mélangées : Les lettres d'un mot sont proposées mélangées et cet ordre mélangé varie régulièrement. Il faut retrouver le mot.
- Les lettres clignotantes : Les lettres d'un mot s'affichent dans le désordre au fur et à mesure et de façon rapide. Il faut mémoriser les lettres et leur emplacement pour retrouver le mot.

Le 1er octobre 2010[réf. souhaitée], le buzzer disparaît. Par conséquent, la chenille (jeu de la 2e manche) et Le contraire (jeu où un mot est donné et la réponse est le contraire du mot) sont joués en 3e manche, 2 lettres apparaître sur le téléviseur.

### 4ejeu
La 4e manche dure 1 minute.
- L'escalier : Les équipes doivent former une pyramide de mots à partir des définitions données. Chaque nouveau mot est l'anagramme du précédent auquel une lettre est ôtée ou ajoutée.
- Le jeu du dico : Un mot apparaît. L'animateur recule ou avance dans le dictionnaire d'un nombre de mots et donne une définition et le joueur doit trouver le mot.
- La remplaçante : Un mot mélangé est donné ainsi qu'une définition. Le candidat doit trouver le mot, puis une lettre est remplacée par une autre, et ainsi de suite.
- Les lettres à caser : Trois lettres sont données, il faut les replacer dans un mot dont un synonyme est donné.

### 5ejeu
Dans ces jeux, une série de 9 mots, expressions ou titres est donnée en 1 minute à chaque équipe. En cas d'erreur, la main passe au joueur suivant qui doit repartir depuis le début de la série. Seul compte le score du dernier joueur à parler.
- Jeux normaux
  - L'orthographe : Chaque joueur doit dire au fur et à mesure que les mots sont donnés si leur orthographe est correcte ou non.
  - Les vrais ou les faux mots : Le joueur doit ici dire si les mots donnés existent ou non.
  - Le masculin/féminin : Il s'agit ici de dire si les 9 mots proposés sont masculins ou féminins.
  - Les accents : Chaque joueur doit dire si l'accent du mot est circonflexe, aigu ou grave.
  - La conjugaison : Un verbe est donné. 9 conjugaisons de ce verbe sont données et chaque joueur doit dire si ces conjugaisons sont correctes ou inventées.
  - Le dico : Chaque joueur doit dire si les 9 mots donnés sont ou non dans le dico.
  - Les vraies ou fausses expressions : une expression est affichée et le joueur doit dire si elle est vraie ou fausse.

- Jeux à choix entre deux propositions
  - Les mots proches : Deux mots sont affichés dont l'orthographe est proche ou la confusion entre les deux est souvent faite. À partir d'une définition, le candidat doit trouver lequel y répond.
  - Les vraies ou fausses expressions : deux expressions sont affichées et le joueur doit dire laquelle est vraie.
  - La tournure de phrase : Chaque joueur doit choisir parmi deux phrases proposées laquelle est la mieux tournée.

- Jeux à choix parmi neuf réponses
  - Les mots oubliés : neuf mots oubliés apparaissent (c'est-à-dire qui ne sont plus employés). Une définition d'un mot proche d'un des mots oubliés est donnée. Les candidats doivent associer le bon mot oublié avec la bonne définition.
  - L'argot/le jeun's : Chaque joueur doit donner le mot argot/jeun's correspondant au mot ou à l'expression français(e) donné(e).
  - Le jeu de la spécialité : Chaque joueur doit donner la ville à laquelle correspond la spécialité culinaire donnée.
  - Le jeu des auteurs : Chaque joueur doit donner le nom de l'auteur (dans la liste) qui a écrit le livre dont le titre est donné.
  - Les jeux des personnages : Chaque joueur doit choisir dans la liste le nom du personnage qui est le héros d'un roman dont l'auteur est donné.
  - Le jeu des personnages dans les chansons : Chaque joueur doit choisir dans la liste le nom du personnage qui se trouve dans la chanson citée.
  - Surnoms des sportifs : Chaque joueur doit trouver dans la liste le surnom d'un sportif dont le nom est donné.
  - Nom des animaux et de leurs petits : Chaque joueur doit trouver dans la liste le nom du petit des animaux dont le nom est donné.
  - Réalisateurs de films et titres : Chaque joueur doit trouver dans la liste le nom du réalisateur dont le titre du film est donné.
  - Le jeu des personnages de dessins animés ou film : Chaque joueur doit trouver dans la liste le nom du héros de dessin animé ou du film dont le titre est donné.

Le 1er octobre 2010, la 5e manche disparaît. Par conséquent, la 4e manche vaut 6 points. Tous les jeux de la 4e manche disparaissent et tous les jeux de la 5e manche sont joués lors de la 4e manche.[réf. souhaitée]

### Thème musical
Le thème musical du jingle est intitulé ABC, un titre des années 1970 du groupe The Jackson Five. Quand le champion et le challenger sont présentés, le thème au début est le Carmina Burana de Carl Orff.[réf. souhaitée]

### Finale
Les candidats jouent ici seuls. Le candidat ayant gagné le plus de manches commence (s'il y a égalité entre les deux candidats, c'est le nouveau candidat qui commence). Les manches gagnées précédemment sont des points d'avance dans cette finale. Jusqu'en décembre 2009, chaque manche gagnée rapportait un point. À partir de janvier 2010, le compte des points est progressif : la 1re manche rapporte un point, la 2e deux points, la 3e trois points, la 4e quatre points et la 5e cinq points. En cas d'égalité, les deux équipes remportent les points de la manche.   
Le 2 février 2010, le record de points est à 52 obtenu par Pascal.
En octobre 2010, des changements sont effectués : la 1re manche donne quatre lettres, la 2e trois, la 3e deux et lors de la 4e manche c'est une liste de mots où le joueur tente de faire le « final nine »[réf. souhaitée], c'est dire les neuf réponses d'affilée.
Une lettre et une définition sont données et il faut retrouver le bon mot : en cas de bonne réponse, le candidat garde la main, marque un point et passe à la lettre suivante ; en cas de mauvaise réponse, il laisse la main à son adversaire.
À la fin des trois minutes allouées, le candidat ayant le plus de points remporte la partie ; son score est multiplié par 100 afin d'obtenir le montant de ses gains (par exemple, si le candidat fait un score de 25, ses gains seront de 2 500 €). Le gagnant revient à l'émission suivante pour gagner plus d'argent, et ainsi de suite jusqu'à ce qu'il soit battu.
En cas d'égalité en finale, les candidats sont départagés par la mort subite : le candidat qui a la main doit répondre à une définition en cinq secondes. S'il donne la bonne réponse, il marque un point et c'est à son adversaire de répondre à une autre définition et ainsi de suite. Le premier qui donne une mauvaise réponse perd la partie.

## Record
Le plus grand champion dans l'histoire du jeu est Grégory Moalic qui totalise 83 victoires éliminé le 13 octobre 2017 lors de sa 84e participation. C'est le plus grand nombre de participations à ce jour et il est le 2e plus gros gain de l'histoire du jeu qui totalise 214 600 euros.
Toutefois le plus grand champion dans l'histoire du jeu précèdent est Pascal. Un bibliothécaire français travaillant à l'Institut d'études politiques de Grenoble, établit alors un record de participation et de gain pour un jeu sur une chaîne du service public en France. Après 72 victoires, il est éliminé le 1er juin 2010 lors de sa 73e participation. C'est le 2e plus grand nombre de participations et il est le plus gros gain de l'histoire du jeu qui totalise 246 600 euros.

## Audiences
Lors de son lancement, le 31 août 2009, le jeu connait un démarrage timide avec 700 000 téléspectateurs, soit 6,5 % de part de marché. Mais le lendemain, le jeu réunit 1 050 000 réalisant alors la meilleure performance sur cette case depuis plusieurs mois.
Le 27 octobre 2009, le jeu enregistre sa meilleure audience avec 1,4 million de téléspectateurs. Le lendemain, il atteint sa meilleure part d'audience (10,2 %). Le 2 novembre 2009, il bat ce double record avec 1,5 million de téléspectateurs, soit 10,4 % de part d'audience. Le 16 novembre 2009, le jeu atteint un nouveau record avec 1,7 million de téléspectateurs soit 11,3 % de part de marché. Le 7 décembre 2009, le jeu réunit 1,7 million de téléspectateurs soit un record de 11,7 % de part de marché. Le 8 avril 2010, le jeu enregistre un nouveau record d'audience avec 12,5 % de part de marché (1 569 000 téléspectateurs). Le 17 mai 2010, En toutes lettres atteint 13,7 % de part de marché avec 1 592 000 téléspectateurs.
Après le changement d'horaire en août 2010, les audiences baissent mais un record est établi le 4 octobre 2010, avec 10,6 % de part d'audiences, soit près d'un million de personnes. Et par la suite, ce record sera régulièrement battu. Tout d'abord le 10 novembre avec 11,5 % de part de marché et 1 105 000 téléspectateurs, le 30 novembre avec 1 184 000 téléspectateurs et 11,4 % de parts de marché, puis le 1er février 2011 avec 1 304 000 téléspectateurs et 13 % de part d'audience (meilleure part d'audience depuis le changement d'horaire), et enfin, le 20 avril 2011, avec 1,5 million de téléspectateurs et 12,5 % de part de marché, lorsqu'il se place pour la première fois devant Des chiffres et des lettres, diffusé à la même heure sur France 3, en battant ainsi aussi son propre record en nombre de téléspectateurs depuis le changement d'horaire.